# Spike Robinson
Spike Robinson est un musicien de jazz, spécialisé dans le saxophone ténor, né le 16 janvier 1930 à Kenosha, Wisconsin, États-Unis d'Amérique, décédé le 29 octobre 2001 à Writtle, Angleterre, Royaume-Uni.